# U.S. Route 319
La U.S. Route 319 (US 319) est une US Route auxiliaire de la US 19. Elle parcourt 303 miles (488 km) depuis la US 98 à Apalachicola, Floride jusqu'à la US 1 / SR 78 à Wadley, Géorgie. Elle parcourt le Panhandle de la Floride et le sud de la Géorgie.

## Description du tracé

### Floride
La route débute au centre d'Apalachicola et forme déjà un multiplex avec la US 98. La route longe la côte de la Baie d'Apalachicola et du Golfe du Mexique jusqu'au nord-est de Lenark Village. Là, elle se sépare de la US 98 et se dirige vers le nord jusqu'à Sopchoppy, où elle bifurque vers l'est. À Medart, elle retrouve la US 98 et reforme un multiplex avec celle-ci sur une courte distance. À la fin du multiplex, elle prend la direction nord jusqu'à Tallahassee, qu'elle contourne, après être passée par Crawfordville. Elle quitte ensuite Tallahassee vers le nord-est et passe par Bradfordville avant d'atteindre la frontière de la Géorgie.

### Géorgie
La US 319 entre en Géorgie au sud-ouest de Thomasville. Elle atteint la ville et la traverse. Elle y croise la US 19 et poursuit son trajet vers le nord-est. Elle passe par Moultrie et Tifton, où elle forme un multiplex avec la US 82. Elle atteint ensuite Ocilla et forme un multiplex vers le nord avec la US 129 jusqu'à Fitzgerald. Là, elle reprend un alignement vers le nord-est jusqu'au sud de Jacksonville, où elle rencontre la US 441. Les routes forment un multiplex jusqu'à Dublin, en passant par McRea-Helena. Ensuite, la US 319 poursuit vers le nord-est en passant par Wrightsville et Bartow. À Bartow, elle bifurque vers l'est et atteint son terminus nord à la jonction avec la US 1 / SR 78 à Wadley. La route se poursuit vers l'est comme SR 78.

## Intersections majeures
Floride
 US 98 à Apalachicola. Les routes forment un multiplex jusqu'à l'est de Lenark Village.
 US 98 à Medart. Les routes forment un multiplex jusqu'au nord-est de Medart.
 US 27 à Tallahassee
 US 90 à Tallahassee
 I-10 à Tallahassee
Géorgie
 US 84 à Thomasville. Les routes forment un multiplex dans la ville.
 US 19 à Thomasville
 US 82 à Tifton. Les routes forment un multiplex dans la ville.
 US 41 à Tifton
 US 129 à Ocilla. Les routes forment un multiplex jusqu'à Fitzgerald.
 US 441 au sud de Jacksonville. Les routes forment un multiplex jusqu'à Dublin.
 US 280 à McRea-Helena. Les routes forment un multiplex dans la ville.
 US 341 à McRea-Helena
 I-16 près de Dublin
 US 80 à Dublin. Les routes forment un multiplex jusqu'à East Dublin.
 US 221 au sud de Bartow. Les routes forment un multiplex jusqu'à Bartow.
 US 1 / SR 78 à Wadley